# Furacão Andres (2009)
O furacão Andres foi um ciclone tropical que afetou a costa sudoeste do México, especialmente o estado de Guerrero, na terceira semana de junho de 2009, causando prejuízos desconhecidos e uma fatalidade indireta.
Sendo o segundo ciclone tropical, a primeira tempestade tropical dotada de nome e o primeiro furacão da temporada de furacões no Pacífico de 2009, Andres formou-se de uma área de perturbações meteorológicas que persistia ao largo da costa sudoeste do México em 21 de junho de 2009. Com condições meteorológicas favoráveis, Andres começou a se intensificar, e se tornou uma tempestade tropical ainda naquele dia (UTC). Seguindo para noroeste e para oeste-noroeste, Andres intensificou-se gradualmente, tornando-se um furacão na tarde de 23 de junho, quando atingiu seu pico de intensidade, com ventos máximos sustentados de 130 km/h. A partir de então, Andres começou a se enfraquecer rapidamente, dissipando-se totalmente em 24 de junho.
Apesar de Andres não cruzar a costa mexicana, suas chuvas associadas causaram danos na costa sudeste do México, principalmente no estado de Guerrero, onde uma pessoa morreu indiretamente tragada pelas correntes de retorno provocadas pelo furacão enquanto pescava.

## História meteorológica

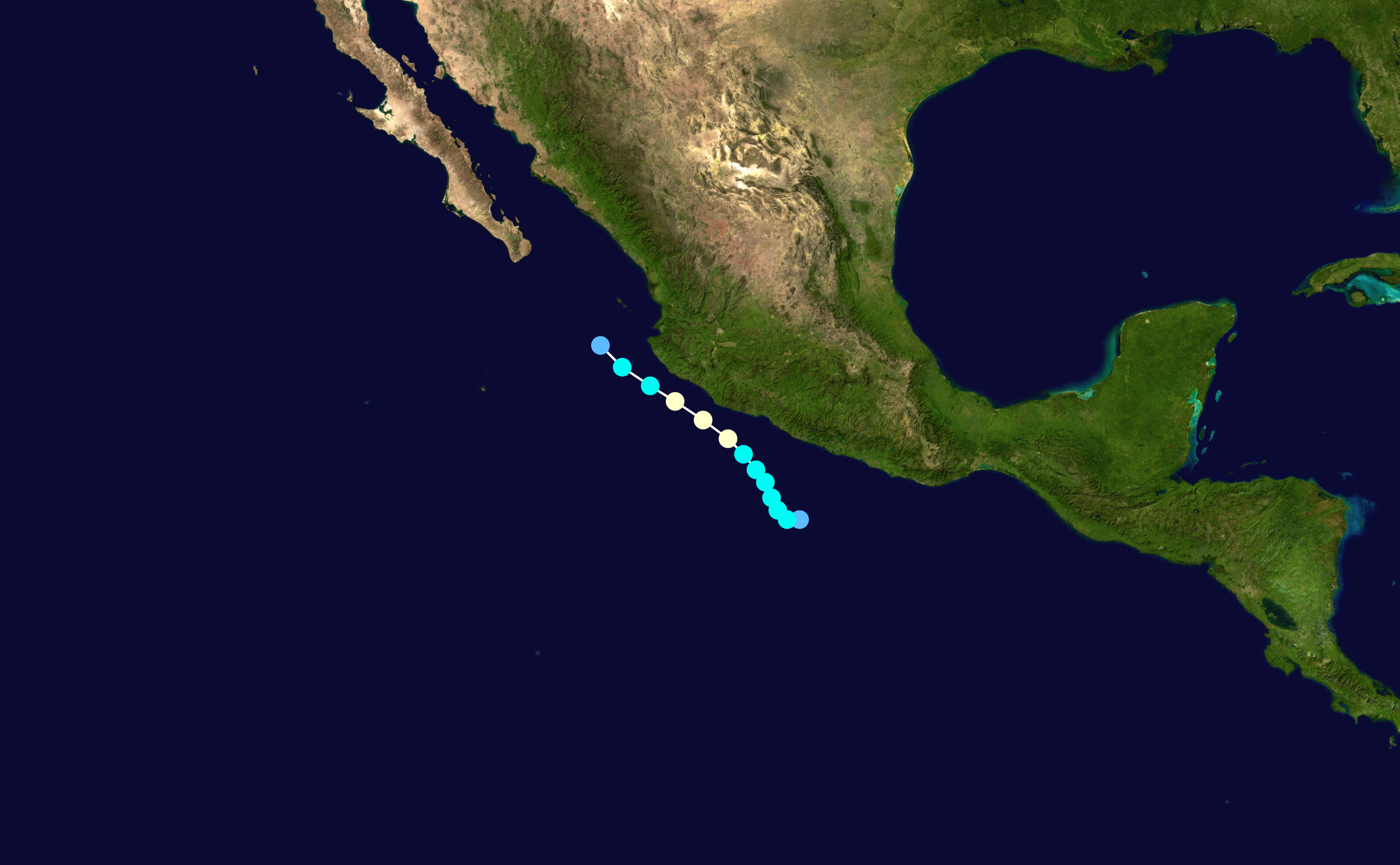
O caminho de Andres

Andres originou-se de uma onda tropical que cruzou a América Central em 16 de junho, que formou uma área de perturbações meteorológicas que persistia ao largo da costa sudoeste do México, próxima a Acapulco, gerando tempestades e trovoadas. Em 20 de junho, a atividade de temporais começou a aumentar, e o sistema começou a ficar continuamente mais bem organizado.
Durante a tarde (PDT) de 21 de julho, o centro ciclônico de baixos níveis já estava bem estabelecido para que o sistema fosse declarado pelo Centro Nacional de Furacões como a segunda depressão tropical da temporada de furacões no Pacífico de 2009. Seguindo inicialmente para oeste, a depressão continuou a se intensificar, e assim que o sistema formou bandas de tempestades proeminentes, o NHC a classificou para a primeira tempestade tropical da temporada, dando-lhe o nome "Andres"; esta foi a formação de uma tempestade dotada de nome mais tardia no Pacífico Nordeste desde a temporada de 1971. Mais tarde naquele dia, Andres começou a seguir para nordeste, ameaçando a costa mexicana, e continuava a se intensificar gradualmente; o topo de suas áreas de convecção profunda estava entre -60 a -80°C, indicando que a tempestade iria se fortalecer ainda mais. Em 22 de julho, após um pequeno período de estabilização de sua intensidade, Andres voltou a se intensificar assim que sua circulação ciclônica de baixos níveis continuava a se consolidar, mesmo sob cisalhamento do vento moderado. Durante a madrugada (UTC) de 23 de junho, uma parede do olho começou a se formar no interior do centro denso nublado, indicando que a tendência de intensificação de Andres não iria parar. Ainda naquele dia, parte de sua circulação ciclônica de baixos níveis começou a se interagir com a costa mexicana, impedindo Andres de continuar a se intensificar. Porém, a interação com terra não era suficiente para causar a degradação do ciclone. Com isso, a intensidade da tempestade manteve-se estável durante aquele dia. Um avião "caçador de furacões" que chegou ao ciclone durante a tarde naquele dia, observou, por meio de sondas meteorológicas lançadas ao ciclone, que os ventos máximos sustentados de superfície eram de 120 km/h, e, baseado nestes dados, o NHC classificou Andres para o primeiro furacão da temporada.

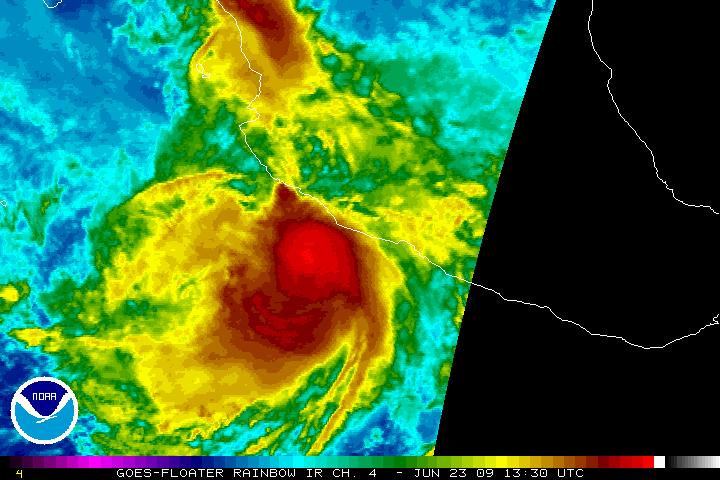
Imagem de satélite no canal infravermelho mostrando o furacão Andres (regiões mais avermelhadas na imagem) perto de seu pico de intensidade

No entanto, como indicado em análises pós-tempestade, Andres já havia alvançado horas antes o seu pico de intensidade, com ventos máximos sustentados de 130 km/h, e, a partir de então, começou a se enfraquecer continuamente devido ao persistente cisalhamento do vento moderado e às águas mais frias. Com isso, o NHC desclassificou Andres para uma tempestade tropical durante o início da madrugada (UTC) de 24 de junho. A tendência de enfraquecimento rápido continuou durante o restante daquele dia, assim que Andres seguia para uma trajetória mais para oeste-noroeste, evitando, assim, que seu centro ciclônico alcançasse a costa. Durante aquela tarde (UTC), Andres já havia perdido praticamente todas as suas áreas de convecção associadas, e seu centro ciclônico tinha ficado menos definido. Com isso, o NHC desclassificou Andres para uma depressão tropical. Apenas três horas depois, o NHC emitiu seu aviso final sobre Andres, assim que o sistema se degenerou para uma área de baixa pressão remanescente. A área de baixa pressão remanescente de Andres seguiu então para norte, e se dissipou completamente durante a manhã de 25 de junho, a sudeste do extremo sul da Península da Baixa Califórnia, México.

## Preparativos
Seis horas após a formação de Andres, o governo do México emitiu um alerta de tempestade tropical para as regiões costeiras entre Zihuatanejo e Manzanillo. Com a aproximação de Andres da costa mexicana, o governo substituiu, em 22 de junho, o alerta de tempestade tropical para um alerta de furacão para as regiões costeiras entre Lázaro Cárdenas e Cabo Corrientes. Um aviso de tempestade tropical também foi emitido ao mesmo tempo para as regiões costeiras entre Lázaro Cárdenas e Manzanillo. O alerta de tempestade tropical para as regiões costeiras entre Lázaro Cárdenas e Zihuatanejo foi descontinuado naquele momento. Mais tarde naquele dia, o governo mexicano emitiu um aviso de furacão para as regiões costeiras entre Punto San Telmo e Cabo Corrientes, e manteve o aviso de tempestade tropical e o alerta de furacão para as regiões costeiras entre Punto San Telmo e Lázaro Cárdenas. No dia seguinte, com o movimento do sistema, o alerta de furacão entre Punto San Telmo e Lázaro Cárdenas foi descontinuado. Mais tarde naquele dia, o aviso de tempestade tropical foi descontinuado para as mesmas regiões. Assim que Andres se enfraqueceu para uma tempestade tropical, o aviso de furacão foi substituído por um aviso de tempestade tropical. Seis horas depois, todos os avisos e alertas foram descontinuados assim que Andres se enfraquecia continuamente.
Ao mesmo tempo, a secretária do Interior do México emitiu alertas Verde para os estados mexicanos de Guerrero, Michoacán, Colima e Jalisco, e Azul para Nayarit e as Ilhas Marias. Antes da aproximação de Andres da costa de Guerrero, o governo suspendeu as aulas em Zihuatanejo e em Acapulco. Neste último, o governo de Guerrero disponibilizou 21 abrigos de emergência, e o porto da cidade foi fechado. Além disso, o acesso às praias da cidade foi restringido devido à forte ressaca. Em Jalisco, 20 abrigos de emergência foram abertos temporariamente para abrigar possíveis evacuados.

## Impactos
A perturbação tropical predecessora de Andres causou chuvas fortes no estado mexicano de Chiapas. A precipitação acumulada chegou a 160 mm em algumas localidades das regiões de Sierra, Soconusco e Istmo-Costa. O rio Zanantenco provocou inundações em terras próximas a sua margem. A maré de tempestade também provocou inundações costeiras no estado. Um deslizamento de terra aconteceu na localidade de Águilla, não provocando estragos maiores.
Antes de Andres se tornar um ciclone tropical, seu sistema predecessor também causou fortes na costa do estado mexicano de Guerrero entre 19 e 21 de junho. Na Rodovia Nacional Mexicana 200, entre Acapulco e Pinotepa Nacional, o vento forte causou a queda de quinze árvores. Em Acapulco, os fortes ventos também derrubaram árvores, danificando dois carros. Num conjunto habitacional perto do porto de Acapulco, as inundações superaram um metro em altura, inundando 50 residências; o governo se viu obrigado a retirar 50 famílias deste conjunto habitacional para abrigos de emergência. No dia seguinte, outras 200 famílias tiveram que ser retiradas de bairros próximos ao porto, e foram levadas para um colégio que serviu como abrigo temporário. Pelo menos nove bairros de Acapulco foram inundados; no bairro de Nueva Era, duas residências foram destruídas pelas inundações. Em Pie de la Cuesta, o avanço da maré danificou consideravelmente os restaurantes turísticos da região. Em La Venta e em La Sabana, doze construções desabaram com a forte ressaca. Os portos de Acapulco, Lázaro Cárdenas e de Manzanillo tiveram que ser fechados para a navegação menor.
Uma pessoa foi arrastada e morta pelas correntes de retorno em Técpan de Galeana, Guerrero, enquanto pescava. Outras 350 pessoas ficaram feridas em Atoyac de Álvarez. As estradas que ligam as comunidades de San Vicente de Jesús a San Vicente de Benítez, e La Soledad a El Paraíso ficaram incomunicáveis. Na comunidade de La Soledad, a chuva acompanhada por granizo danificaram 38 residências, plantações de café e outros cultivos.